# Чемпионат Европы по самбо 1996
XV Чемпионат Европы по самбо 1996 года прошёл в Аранджеловаце (Югославия) 23-25 апреля.

## Медалисты

### Мужчины
| Весовая категория | Золото                         | Серебро                      | Бронза                                                    |
| ----------------- | ------------------------------ | ---------------------------- | --------------------------------------------------------- |
| до 52 кг          | Николай Цыпандин · Беларусь    | Схатбий Альхаов · Россия     | Фирудин Мусаев · Россия Юрий Карамазинский · Украина      |
| до 57 кг          | Сергей Матюков · Россия        | Вячеслав Стоянов · Болгария  | Николай Афанасьев · Украина Овик Манукян · Армения        |
| до 62 кг          | Яким Ранков · Болгария         | Бадри Джаниашвили · Грузия   | Андрей Трубчик · Беларусь Василий Угольников · Россия     |
| до 68 кг          | Ашот Маркарьян · Россия        | Руслан Диптан · Украина      | Гагик Казарян · Армения Виталий Скачок · Беларусь         |
| до 74 кг          | Шахмураз Гасымов · Азербайджан | Павел Перепичай · Беларусь   | Александр Куспиш · Украина Николай Игрушкин · Россия      |
| до 82 кг          | Гусейн Хайбулаев · Россия      | Витаутас Гушаускас · Литва   | Юрий Сеножатский · Беларусь Рикардо Эчарте · Испания      |
| до 90 кг          | Сергей Лоповок · Россия        | Вано Гамхиташвили · Грузия   | Анатолий Дрога · Украина Карен Матевосян · Армения        |
| до 100 кг         | Мовлуд Миралиев · Азербайджан  | Сергей Алеханов · Татарстан  | Ростислав Борисенко · Украина Мурат Озов · Россия         |
| свыше 100 кг      | Мурат Хасанов · Россия         | Милорад Чович · СР Югославия | Владимир Емельянов · Беларусь Виорель Меринеску · Молдова |

### Женщины
| Весовая категория | Золото                         | Серебро                     | Бронза                                              |
| ----------------- | ------------------------------ | --------------------------- | --------------------------------------------------- |
| до 48 кг          | Светлана Комарова · Россия     | А. Бояджиева · Болгария     | Виктория Годинина · Украина Кальво Олите · Испания  |
| до 52 кг          | Виктория Волотова · Россия     | Ивелина Цветкова · Болгария | Татьяна Барилова · Беларусь Гоар Геворкян · Армения |
| до 56 кг          | Людмила Матиевская · Украина   | Любовь Базнат · Молдова     | Светлана Новикова · Россия Л. Шарпницкене · Литва   |
| до 60 кг          | Светлана Озёркина · Россия     | О. Кукамкова · Беларусь     | Амайя Бидарте · Испания Надежда Покора · Украина    |
| до 64 кг          | Анжела Полевая · Молдова       | Раса Цеханавичюте · Россия  | Ирина Богачёва · Литва Н. Огненович · СР Югославия  |
| до 68 кг          | Светлана Селиханова · Беларусь | Елена Медведева · Россия    | В. Вучкович · СР Югославия Г. Иванова · Болгария    |
| до 72 кг          | Юлия Кузина · Россия           | Елена Рыбалкина · Украина   | Галина Савенкова · Беларусь А. Куприте · Литва      |
| до 80 кг          | Оксана Болтенкова · Россия     | А. Довидайтите · Литва      | Д. Искрева · Болгария Илона Ломоносова · Украина    |
| свыше 80 кг       | Светлана Буряк · Украина       | Галина Рыбалко · Россия     | Мина Арменкова · Болгария                           |

## Командный зачёт
| Место | Страна       | Золото | Серебро | Бронза | Всего |
| ----- | ------------ | ------ | ------- | ------ | ----- |
| 1     | Россия       | 11     | 3       | 4      | 18    |
| 2     | Украина      | 2      | 3       | 8      | 12    |
| 3     | Беларусь     | 2      | 2       | 6      | 10    |
| 4     | Азербайджан  | 2      | 0       | 1      | 3     |
| 5     | Болгария     | 1      | 3       | 3      | 7     |
| 6     | Грузия       | 1      | 1       | 0      | 2     |
| 7     | Литва        | 0      | 2       | 3      | 5     |
| 8     | Молдова      | 0      | 2       | 1      | 3     |
| 9     | СР Югославия | 0      | 1       | 2      | 3     |
| 10    | Татарстан    | 0      | 1       | 0      | 1     |
| 11    | Армения      | 0      | 0       | 4      | 4     |
| 12    | Испания      | 0      | 0       | 3      | 3     |